# ホースパーク
ホースパーク（horse park）は、日本において乗馬クラブが運営する宿泊・研修施設を備えたテーマパーク、体験型公園である。体験乗馬、乗馬教室、ホーストレッキングといった気軽な乗馬から、乗馬ライセンスの取得を目的としたレッスン、本格馬術競技会までを実施している。

## おもな施設
- ノーザンホースパーク （北海道苫小牧市）
- 蒜山ホースパーク （岡山県蒜山）
- 三木ホースランドパーク （兵庫県三木市）
- 東関東ホースパーク
- YAMAHAつま恋ホースパーク
- ゆり高原ホースパーク （秋田県由利本荘市）
- 大和ホースパーク （茨城県桜川市）
- 福井ホースパーク （福井市）
- 蹄跡の森清武ホースパーク （宮崎県清武町）
- 釧路市ふれあいホースパーク （釧路市役所農林課）
- えにしホースパーク （宮城県）
- 富里フォレストホースパーク （千葉県富里市）
- フォレストホースパーク
- 常総ホースパーク
- ホースパークギャラクシー
- 帝國ホースパーク
- マオイホースパーク （北海道夕張郡長沼町）
- ネバーランドホースパーク
- 大沼ホースパーク （北海道亀田郡七飯町）
- MKホースパーク
- なみあし学園・上三川ホースパーク （栃木県上三川町）
- いわきホースパーク （福島県伊達市）

## 教育訓練
- 株式会社東関東ホースパークには、職業能力開発校として「東関東馬事職業訓練校」と、「東関東馬事高等学院」（アットマーク明蓬館高等学校と連携するサポート校）がある。所在地は千葉県八街市沖174番地。職業訓練事業部が運営している。競走馬の育成牧場への求人・就職を、さらにJRA競馬学校厩務員課程受験をサポートする。授業費実質無償化している。